# STEGAL

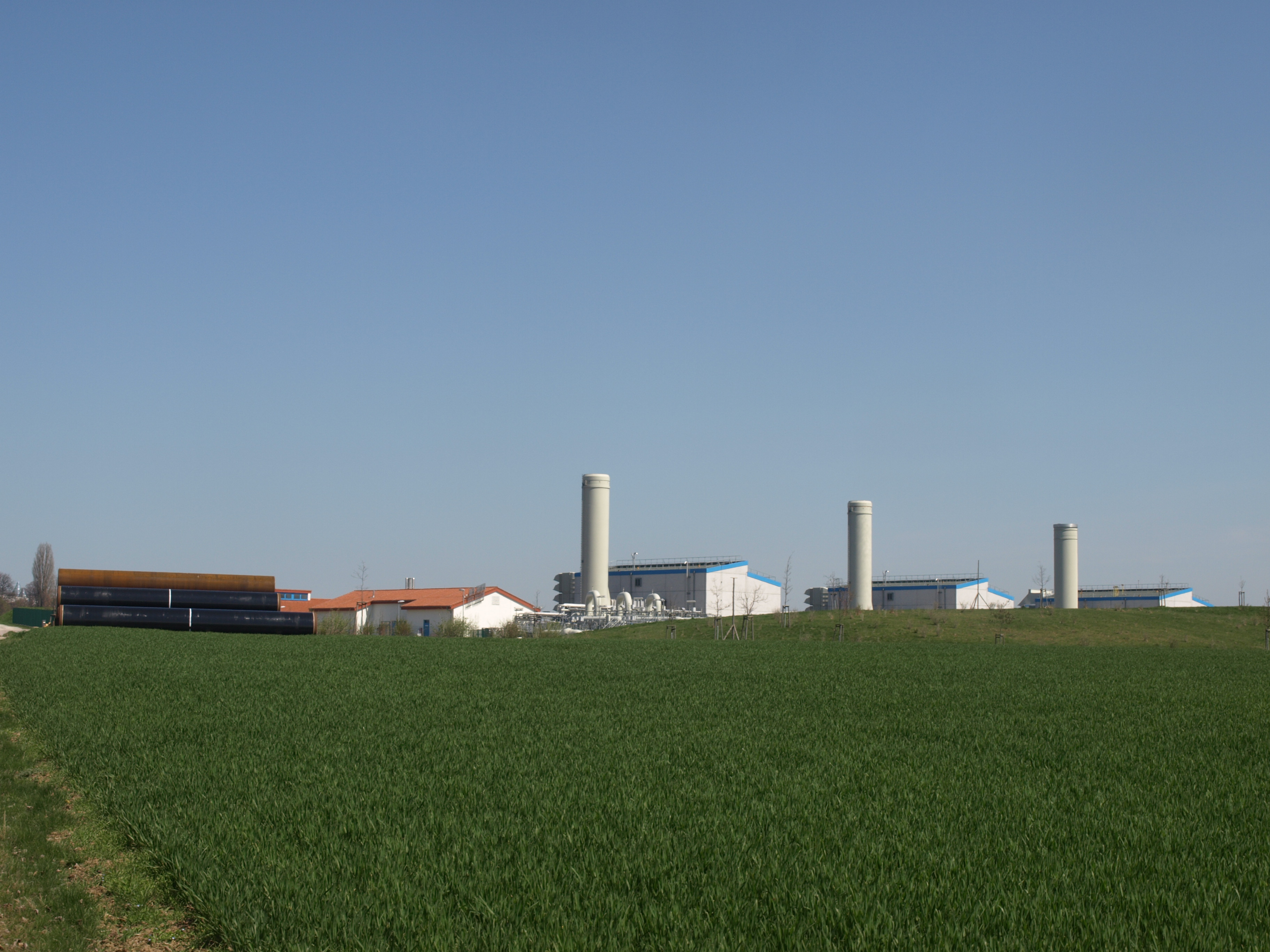
Verdichterstation der STEGAL-Pipeline bei Eischleben

Die Sachsen-Thüringen-Erdgas-Leitung (STEGAL) ist eine Erdgas-Pipeline in Deutschland.
Die STEGAL ist ein 313 km langes, in Ost-West-Richtung verlaufendes Ferngas-Leitungssystem, das seit Oktober 1991 mit Durchmessern von DN 800 (in einigen Abschnitten: DN 1000) errichtet wurde.
Bereits 1992 wurden durch die Erdgasleitung STEGAL erste Gaslieferungen an Kunden in Sachsen und Thüringen durchgeführt. Die Gesamtfertigstellung erfolgte 1993 gemeinsam mit dem erweiterten Erdgasspeicher Rehden (1,5 Mrd. m³ Arbeitsgas) und der MIDAL (619 km).
Die STEGAL bindet in Olbernhau (Sachsen) an die über Tschechien, Slowakei und die Ukraine führende Erdgasleitung Transgas aus Russland an und führt über Rückersdorf (Thüringen) bei Gera und Eischleben bei Erfurt zur MIDAL, an die in Reckrod (Nordosthessen) anbindet. Seit September 1999 existiert bei Rückersdorf eine Verbindung zur Erdgasfernleitung JAGAL. 
Aufgrund steigender Nachfrage wurde die STEGAL-Ringleitung in den Jahren 2005/2006 errichtet und in Betrieb genommen. Diese ist 97 km lang und verläuft parallel zu den STEGAL-Abschnitten, wodurch die Kapazität der Leitung um mehr als 400.000 m³/h erhöht wurde. 
Anfang 2011 wurde in Olbernhau die aus Lubmin (Ostsee) kommende OPAL-Pipeline angebunden.
Der Betreiber der STEGAL ist Gascade. 